# قره سنگی
قره سنگی روستایی در بخش مرزداران شهرستان سرخس، استان خراسان رضوی است.
براساس سرشماری سال ۱۳۸۵ جمعیت آن ۷۱۳ نفر 
است.
این روستا در ۹۵ کیلومتری جنوب شهر سرخس و تپه ماهورهای تلاقی هریرود و کشف رود و مرز ایران و ترکمنستان قرار دارد. ارتفاع آن از سطح دریا ۴۰۰ متر و آب و هوای آن گرم و خشک کوهستانی است.